# Neuseeland-Pfund
Das Neuseeland-Pfund (englisch New Zealand Pound (NZP)) war von 1840 bis zur Umstellung auf den Neuseeland-Dollar (NZD) im Jahr 1967 die gültige Landeswährung in Neuseeland. Wie das britische Pfund war das neuseeländische Pfund in 20 Shilling zu je 12 Pence unterteilt.

## Geschichte
Bis zur Unterzeichnung des Vertrags von Waitangi am 6. Februar 1840, durch den Neuseeland annektiert und britische Kolonie wurde, waren unterschiedliche Zahlungsmittel aus britischen Gold- und Silbermünzen und den anderer europäischer Ländern in Umlauf. Sie wurden von Walfängern und Händlern mitgebracht, wobei deren Gegenwerte meist frei ausgehandelt wurden.
Die erste Bank, die in Neuseeland Banknoten in Umlauf brachte, war die 1837 in London für Australien gegründete Union Bank of Australia, die auch als erste Bank in Neuseeland eine Filiale eröffnete. Die Banknoten hatten das gleiche Layout wie die der australischen Banknoten der Bank, lediglich über den beiden Illustrationen oben links und rechts befand sich der Aufdruck „New Zealand“.
Bis 1844 war die Rechtslage der Banknoten als Zahlungsmittel unklar. Erst durch den Union Bank of Australia Ordinance, einer Verordnung des Gouverneurs Robert FitzRoy, wurde eine Rechtslage geschaffen, die den Austausch von Gold- und Silberstücken gegen Banknoten regelte.
1893 wurden alle Banken über den Bank Note Issue Act verpflichtet, das von ihnen ausgegebene Geld mit dem Gegenwert von Gold abzusichern und entsprechend Goldreserven anzulegen. Mit der Gründung der Reserve Bank of New Zealand am 1. August 1934 verloren dann die Banken ihr Recht, Banknoten ausgeben zu dürfen und mussten ihre Goldreserven schließlich an die Zentralbank verkaufen.
Im Jahr 1963 entschloss sich die neuseeländische Regierung, das Geld zu dezimalisieren. Mittels des Decimal Currency Acts von 1964 wurde am 10. Juli 1967 das neuseeländische Pfund durch den Neuseeland-Dollar zum Kurs von 1 Pfund = 2 NZ$ ersetzt, wobei ein Dollar in 100 Cent unterteilt wurde. 1971 wurde der Neuseeland-Dollar an den US-Dollar gebunden, seit 1985 ist er frei konvertierbar.